# Kaplan International Colleges
Kaplan International Colleges (KIC) jest częścią firmy edukacyjnej Kaplan Inc., założonej w 1967 roku. Jej siedziba główna znajduje się w Londynie. KIC oferuje kursy języka angielskiego i  kursy przygotowujące na studia i do egzaminów, w 42 lokalizacjach na Świecie. Kursy odbywają się w szkołach zlokalizowanych w centrach miast, na kampusach uniwersyteckich, lub online. KIC podlega pod the Washington Post Company, którego jest własnością.

## Historia
W 2007 roku Kaplan Inc. przejął angielską firmę Aspect Education, założoną w 1967 roku, która oferowała przygotowawcze kursy angielskiego do egzaminów i na studia. Aspect został połączony z istniejącym wcześniej oddziałem nauczania języka angielskiego Kaplana. Kaplan Aspect został powołany do życia w sierpniu 2007.
W 2010 Kaplan Aspect i Kaplan International Colleges, oddział Kaplana zajmujący się przygotowywaniem zagranicznych kandydatów na studia w Wielkiej Brytanii, zostały połączone i od tego roku istnieją pod wspólna nazwą Kaplan International Colleges.

## Szkoły
Kaplan International Colleges posiada 42 szkoły języka angielskiego (English as a foreign language) i placówki oferujące angielski do celów akademickich (English for academic purposes), w następujących lokalizacjach:
- Australia: Brisbane, Cairns, Manly, Perth, Sydney, Melbourne, Adelaide
- Kanada: Toronto i Vancouver
- Anglia: Bath, Somerset Bournemouth, Cambridge, Londyn Covent Garden i Leicester Square, Manchester, Oksford, Salisbury i Torquay
- Nowa Zelandia: Auckland
- Irlandia: Dublin
- Szkocja: Edynburg
- Stany Zjednoczone: Berkeley, Kalifornia, Boston, Harvard Square i Northeastern University, Chicago i Illinois Institute of Technology, Westwood, Los Angeles, Whittier College, Miami, Midtown Manhattan, Soho,  Manhattan, Empire State Building, Philadelphia, Portland, Oregon, San Diego, San Francisco, Santa Barbara, Seattle, Seattle Highline Community College i Washyngton, D.C.

## Kursy angielskiego
Kaplan International Colleges oferuje szeroki zakres kursów angielskiego, w tym kursy intensywne, ogólne i przygotowawcze do egzaminów TOEFL, IELTS, FCE, CAE i CPE.

## Inne języki
KIC oferuje także krótkie, średnie lub długoterminowe kursy w Chinach, Republice Dominikańskiej, Francji, w Niemczech, we Włoszech, na Malcie, w Meksyku, Rosji i Hiszpanii poprzez szkoły partnerskie.

## Program uniwersytecki “Pathways”
Kaplan International ma także programy przygotowujące kandydatów na brytyjskie studia pierwszego i drugiego stopnia. Ukończenie programu na odpowiednim poziomie gwarantuje wstęp na ponad tysiąc kierunków na partnerskich uniwersytetach:
- Bournemouth University
- City University London
- Cranfield University
- Nottingham Trent University
- University of Brighton
- University of Glasgow
- University of Liverpool
- University of Sheffield
- University of Westminster
- University of the West of England

## Zakwaterowanie
Kaplan International Colleges ma w swojej ofercie zakwaterowanie u rodzin, w apartamentach studenckich oraz na kampusach akademickich.

## Akredytacja
Kaplan International Colleges posiada światową akredytację do nauczania angielskiego.
- Australia: NEAS
- Kanada: CAPLS
- Irlandia: ACELS
- Nowa Zelandia: NZQA
- Wielka Brytania: akredytacja British Council BAC
- USA: ACCET